# Collège d'Harcourt
Le collège d’Harcourt est un collège de l'université de Paris, fondé en 1280 et fermé en 1793, et sis au 94, rue de la Harpe, à l’emplacement de l'actuel lycée Saint-Louis. 

## Histoire

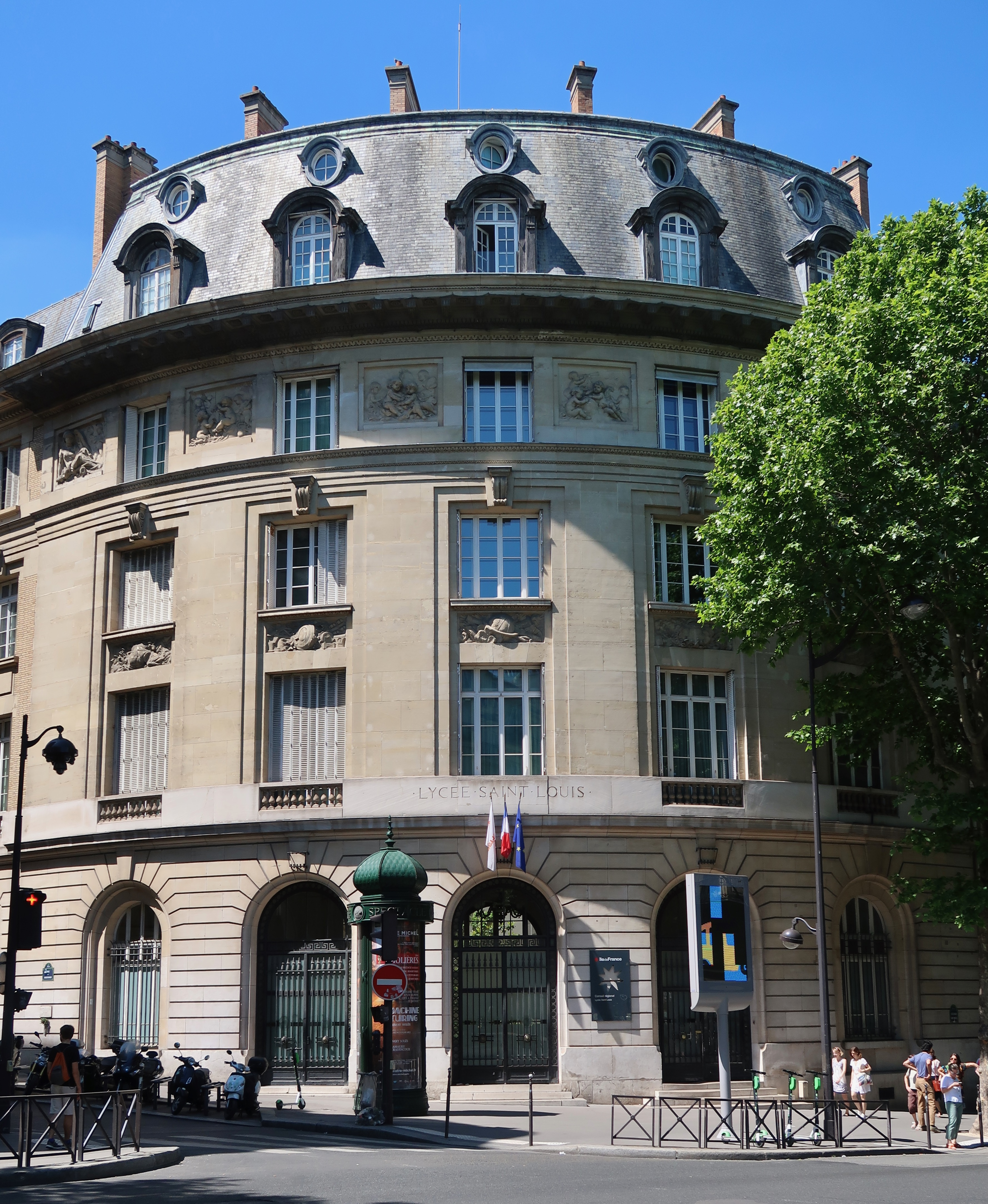
Entrée principale du collège d’Harcourt, actuel lycée Saint-Louis.

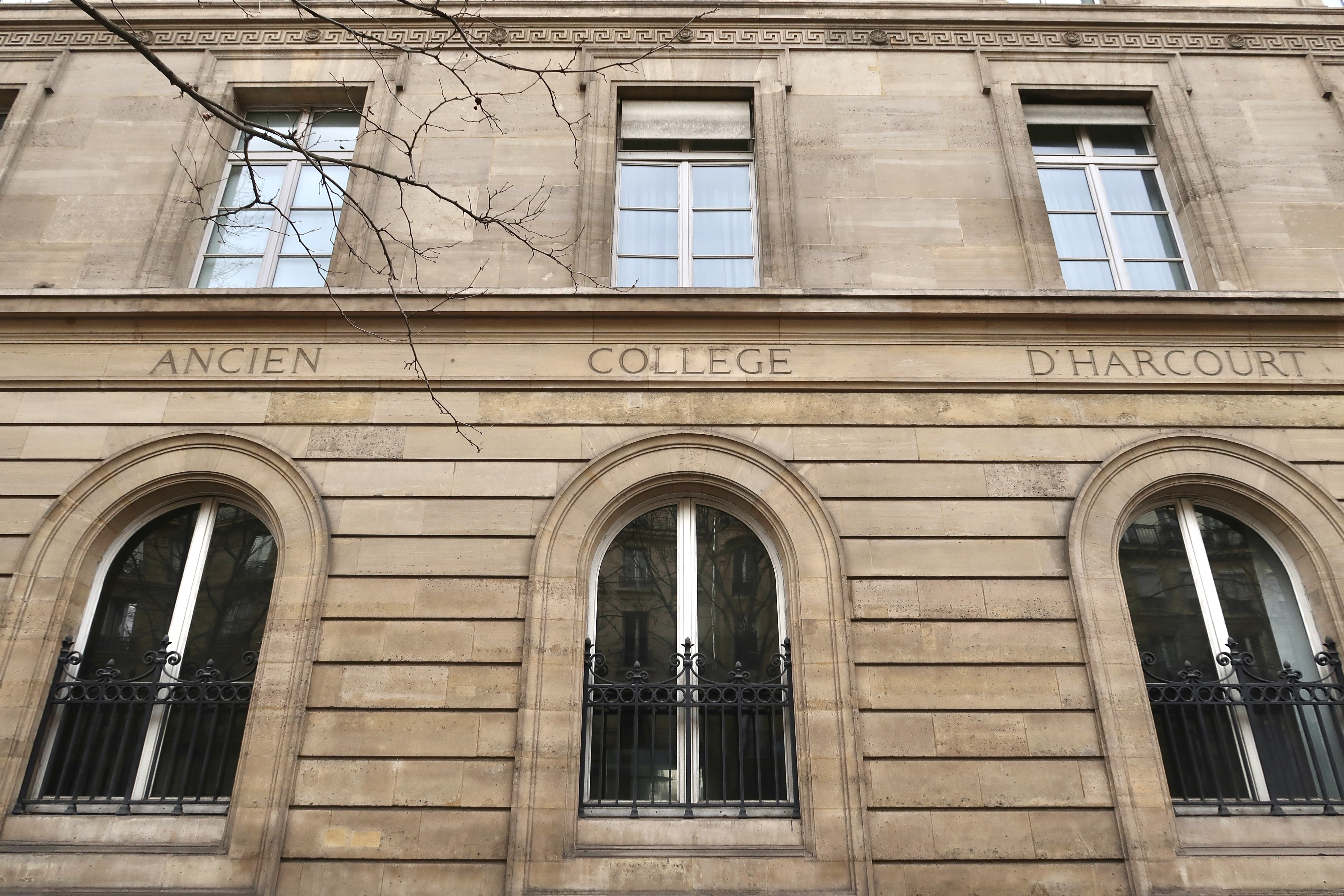
Inscription sur la façade de l'actuel lycée.

En 1280, Raoul d'Harcourt, docteur en droit et chanoine de l’église de Paris, conseiller de Philippe IV le Bel, qui a été archidiacre de Rouen et Coutances, chancelier de l’église de Bayeux et chantre de l’église d’Évreux, achète plusieurs maisons entre l’église de saint-Côme et la porte de l’Enfer (proche de l’actuelle place Edmond-Rostand).
Il y fait construire un collège destiné à l’accueil d’écoliers pauvres des quatre diocèses normands où il a exercé son ministère, entre la Saint-Michel et l’octave de Saint-Pierre.
Il meurt avant l’achèvement de son projet et son frère, Robert d'Harcourt, évêque de Coutances, poursuit son œuvre en rachetant l’hôtel d’Avranches pour l’agrandir. 
Les statuts du 9 septembre 1311 précisent que ce collège est destiné à l’accueil de vingt-huit étudiants-boursiers aux arts et en philosophie, et à douze étudiants théologiens, originaires des diocèses de Coutances, Bayeux, Évreux et Rouen. Le proviseur, obligatoirement normand, est élu par les huit plus anciens boursiers théologiens des quatre évêchés de Normandie. 
Fief catholique durant les guerres de religion, il s’oppose ensuite à l’influence croissante des jésuites du collège de Clermont. Entre les XIIIe et XVIIIe siècles, le collège se développe : au gré de nombreux dons, particulièrement de religieux normands, les bourses se multiplient et le collège s’ouvre de plus en plus aux élèves issus de la noblesse et de la bourgeoisie parisienne.
Fermés par la Convention nationale comme ceux de tous les établissements de l’université de Paris, et convertis en prison en 1793, les bâtiments sont démolis en 1795. À partir de 1814, un nouvel édifice est érigé à leur emplacement, d'abord destiné à l'enseignement, puis, dès 1815, à la fondation d'une maison de correction. Après un arrêt, les travaux reprennent en 1819, de nouveau consacrés, à partir de 1820 à la construction d'un établissement d'enseignement, le lycée Saint-Louis, seul lycée public qui ne reçoive que des bacheliers en sciences, élèves de classes préparatoires aux grandes écoles.
Une statue de Saint Louis se trouve dans la cour. Selon une tradition ancienne et faisant maintenant partie du folklore de ce lycée, les anciens élèves du lycée ayant intégré l'X à la rentrée précédente font acte de remerciement en venant nuitamment éclabousser cette statue de peinture rouge ou jaune selon que l'année est paire ou impaire (ce sont celles, alternatives, des promotions de l'X). Quelques jours plus tard, la statue est simplement repeinte en blanc, ce qui fait que ses traits se sont quelque peu empâtés.

## Anciens élèves
Les noms des anciens élèves les plus célèbres étaient gravés en frise sur la façade de la cour intérieure du lycée. Plusieurs sont toujours visibles, mais une grande partie ont été cachés par les travaux de maçonnerie de 1967 destinés à remplacer les dortoirs (collectifs) du lycée par des box plus propices à l'étude.
- Pierre Jean Agier, juriste
- Jean Baptiste de Beauvais, évêque
- Jean-Paul Bignon, écrivain, bibliothécaire et académicien
- Nicolas Boileau, écrivain, académicien
- Étienne-Charles de Loménie de Brienne, homme d’Église et homme politique
- Jean-Louis Burnouf, philologue
- Robert Ciboule, théologien, chanoine de Notre-Dame de Paris
- Charles de Condren, mystique oratorien du XVIIe siècle
- Bon-Joseph Dacier, historien
- Denis Diderot, écrivain et philosophe
- Charles Pinot Duclos, écrivain, historien et académicien
- Henri Louis Duhamel du Monceau, inspecteur général de la marine et écrivain scientifique
- Charles-François Dupuis, scientifique, philosophe et homme politique
- Anne-Louis-Henri de La Fare, évêque et homme politique
- Louis Marthe de Gouy d'Arsy, militaire
- Jean Hamon, médecin
- Jean-François de La Harpe, poète
- Jacques Gabriel Jan de Hauteterre, avocat et député
- Étienne Macdonald, maréchal d'empire
- Abraham de Moivre, mathématicien
- Odet-Julien Leboucher, historien
- Montesquieu, Écrivain et philosophe
- Julien Offray de La Mettrie, médecin, philosophe
- Jean-Jacques Olier, fondateur des Prêtres de Saint-Sulpice
- Pierre-François Palloy, entrepreneur de travaux publics, démolisseur de la Bastille
- Charles Perrault, écrivain, académicien
- Pierre-Charles-François Porquet, poète
- Jean Racine, dramaturge, académicien
- Marie-Gabriel-Florent-Auguste de Choiseul-Gouffier, diplomate
- Talleyrand, homme politique et diplomate
- Claude-Joseph Trouvé, préfet et diplomate
- Jean-François Varlet, homme politique et révolutionnaire français.
- Gace de la Bigne, prêtre et premier chapelain de trois rois de France, poète.
- Antoine François Prévost, écrivain et homme d'Église français

## Terriers et possessions
- Terrains et vignes à Bagneux[6].